# Meteora sporadica
A Meteora sporadica szabadon élő tengeri eukarióta egysejtű. 2002-ben írták le Hausmann és társai, miután a Meteor kutatóhajó 40. útja (1997. december 30.) során a Szporadész-medencében (a Földközi-tenger keleti részén) 1230 méter mélyből gyűjtötte. Az egysejtűek pálcikaszerű folytatással rendelkeznek előre és hátra. E különleges morfológia eltér minden más ismert protisztacsoporttól, így incertae sedis protisztaként lett besorolva. A Meteora sporadica a Meteora egyetlen ismert faja.
20 évvel később a Meteora filogenetikai analízise továbbra se határozott meg ismert eukariótacsoporthoz való egyértelmű kapcsolatot, így lehetséges, hogy új magas taxonómiai szintű eukariótataxonról van szó. 2024-ben felfedezték, hogy a Hemimastigophora rokona lehet.

## Leírás
Galindo et al. a faj újrafelfedezéséről szóló 2022-es értekezésükben elkészítették annak teljes leírását. Nagyrészt az eredeti leírásnak felel meg:
A M. sporadica átlátszó eukarióta egysejtű. Sejtteste ovális, hossza mintegy 3,22 (1,99–3,84), szélessége 2,76 (1,8–3,62) μm, ami az eredeti leírásnak megfelel (3,0–4,4 μm hosszú és 2,0–4,0 μm széles). Nincs ostora, de kétoldalt rövid karszerű, anteroposterior (tengely mentén előre és hátra) irányban hosszabb folytatásai vannak. Az oldalsó folytatások függetlenül mozognak evezőszerűen, segítve az előrehaladást. A rövid folytatások hossza 1,58 (0,87–3,83), illetve 1,69 (1,00–3,55) μm, a hosszúaké 5,35 (3,7–8,72) és 4,12 (2,5–5,79) μm. Galindo et al. bár nem figyelték meg a Hausmann et al. által 2002-ben megfigyelt leghosszabbakat, ahol a laterálisak 5,8, az axiálisak 17,3 μm-esek is lehettek, de megfigyelték, hogy a laterális függelékek hossza a sejttestbe való visszahúzással vagy a kiterjesztéssel gyorsan változhat. A megfigyelés megerősítette, hogy a bal és jobb függelékek mintegy azonos hosszúak, míg a hátulsók az elülsőknél hosszabbak.
Sikló mozgása nem függ a karok meglététől vagy mozgásától.
A Meteora sporadica mtDNS-e 94 877 bp, 50 fehérjekódoló génje van, ennél csak a Jakobida, a Microheliella maris, a Nibbleridia és a Diphylleia rotans rendelkezik többel.

## Elterjedés és élőhely
Először mélytengeri üledékben írták le 1230 m mélyben a nevét adó Szporadész-medencében a Földközi-tenger keleti részén. Galindo et al. a sekély Malo jezero lagúnában („kis tenger”, Mljet szigete, Horvátország) gyűjtötték a fajt 2014 júliusában.

## Táplálkozás
Galindo et al. (2022) a kutatáshoz kriokonzervált anyagot olvasztottak fel, és a faj mennyiségét több nap szobahőmérsékleten való tárolás után növelni tudták. Ugyanekkor a fajjal együtt néhány további élőlényt is találtak, melyeket Hausmann et al. is találtak az első leíráskor, ilyenek például az Amastigomonas spp. (Obazoa, Apusomonadida), az Ancyromonas spp. (Ancyromonadida) és a Rhynchomonas nasuta (Euglenozoa, Kinetoplastida, Neobodonida) Ezek mindegyike bakterivor, lebegő élőlények, melyek feltehetően a M. sporadicával közös biotópban tudnak élni vagy táplálékot keresni.
Az eredeti leírás szerint elülső és hátulsó függelékekkel rendelkező baktériumszerű szemcséket találtak. Galindo et al. (2022) szerint számuk ismeretlen, a megfigyelés szerint a felület mentén haladnak, és végül fagocitózissal a sejttestbe kerülnek.

## Rendszertan
A Galindo et al. (2020) által leírt élőlények az elsőként leírtaktól való különbsége olyan csekély, hogy a Meteora génusz új fajába való besorolás nem volt megalapozott, így a horvátországi izolátum CRO19MET besorolással új törzsként lett azonosítva.
A faj különleges morfológiája miatt incertae sedis (bizonytalan helyzetű). Galindo et al. (2022. augusztus) a faj filogenetikáját a 18S rRNS alapján kutatva kiderítették, hogy a M. sporadica a Haptophyta csoporttal lehet rokon. E kapcsolatok azonban gyengék, így filogenetikai helye ismeretlen, így a Meteora ismeretlen magasabb taxonómiai csoportba tartozhat. Erre jutottak 2022 júniusában Xavier Grau-Bové et al. a kromatinevolúcióról szóló tanulmányban, ahol a Meteorát a 8 korán kialakult eukariótakládhoz számította, melyek pontos filogenetikai kapcsolatait nem tudták megismerni.
Génusz: Meteora (Hausmann, Weitere, Wolf & Arndt, 2002)
- Faj: Meteora sporadica (Hausmann, Weitere, Wolf & Arndt, 2002)[1] [Meteora spec Hausmann, Weitere, Wolf & Arndt 2002[7][8]]
  - Törzs: Hausmann, Weitere, Wolf et Arndt 2002 – Gyűjtés helye: Szporadész-medence, mélység: 1230 m[1]
  - Törzs: CRO19MET[9] – Gyűjtés helye: Malo jezero, Mljet, Horvátország[3]

Zlatogursky  et al. 2025-ös rendszertana szerint a „Promethea” tagja lehet, melybe a Hemimastigophora és a Provora is tartoznak, megerősítve Eglit  et al. 2024-es feltételezését.

## Etimológia
A Meteora génusz neve a Meteor kutatóhajó nevéből ered, a fajjelölő sporadica a Szporadész-medence nevére utal. A névadás utal az első leírás eredetére.

## Fordítás
Ez a szócikk részben vagy egészben  a   Meteora sporadica című német Wikipédia-szócikk ezen változatának fordításán alapul.  Az eredeti cikk szerkesztőit annak laptörténete sorolja fel. Ez a jelzés csupán a megfogalmazás eredetét és a szerzői jogokat jelzi, nem szolgál a cikkben szereplő információk forrásmegjelöléseként.